# Finnøy

Wappen von Finnøy

Finnøy war eine Inselkommune im Boknafjord im norwegischen Fylke Rogaland. Die Kommune lag im Herzen der Landschaft Ryfylke. Verwaltungszentrum war Judaberg. Gleichzeitig ist Finnøy auch der Name einer der 15 Inseln, die zu der Kommune gehörten. Im Zuge der Kommunalreform in Norwegen wurden Finnøy und Rennesøy zum 1. Januar 2020 mit Stavanger zusammengelegt.
Sieben von den 15 Inseln bilden den Archipel der Sjernarøyane. Auf einer Kommunenfläche von 104,3 km² lebten 3150 Einwohner (Stand: 1. Januar 2019). Die Kommunennummer war 1141.
Die Kommune grenzte im Norden an die Kommunen Tysvær und Suldal, im Osten an Hjelmeland, im Süden an Strand und Rennesøy und im Westen an die Kommune Bokn.

## Wirtschaft und Verkehr
Seit dem Herbst 2009 ist ein Autotunnel zur Insel Rennesøy und der Insel Talgje in Betrieb. Seitdem kann die Ölmetropole Stavanger mit einem Auto von Norden über Brücken und Tunnelverbindungen ohne Fähre erreicht werden.
Die Hauptwirtschaftszweige waren Landwirtschaft, Fischerei und Tourismus.

## Geschichte
In der Kommune wurden verschiedene interessante archäologische Funde gemacht. Der älteste Fund ist der Knochen eines Eisbären, der 10.600 Jahre zurückdatiert wurde. Der älteste Wohnplatz liegt auf der Insel Bjergøy und wird in die Zeit von vor etwa 5–6.000 Jahren datiert.
Von den neun Mittelalterkirchen in der Fylke Rogaland befanden sich zwei in der Kommune Finnøy auf der Insel Finnøy: Talgje kirke von ca. 1140 und Hesby kirke von ca. 1200. Weiterhin gibt es die Renaissancekirche Sjernarøy kirke aus dem Jahre 1637 auf der Insel Kyrkjøy.

## Personen aus der Kommune
- Niels Henrik Abel (1802–1829), Mathematiker, geboren auf dem Finnøy prestegård. Ein Denkmal auf dem Priesterhof erinnert an ihn.
- Alfred Hauge (1915–1986), Schriftsteller und Journalist
- Anders Høyvik Hidle, Gitarrist bei Tristania